# Стукалов, Олег Николаевич
Олег Николаевич Стукалов (28 апреля 1928, Москва, СССР — 26 августа 1987) — советский драматург и сценарист.

## Биография
Родился 28 апреля 1928 года в Москве.
Отец — Николай Погодин (1900-1962), русский советский сценарист и драматург.
Поступил на сценарный факультет ВГИКа. В 1957 году начал свою литературную деятельность и с тех пор написал ряд пьес и сценариев для кинематографа, из которых экранизировано было 14.
Скончался 26 августа 1987 года.
Жена  — Ольга Сергеевна Северцева (1931-2021), искусствовед.
Сын  — Федор Стукалов-Погодин (1964-2011), филолог, журналист.

## Фильмография

### Сценарист
- 1956 — Когда рядом друзья
- 1958 — Ваня
- 1965 — Любимая
- 1969 — Каратель
- 1970 — Кремлёвские куранты
- 1974 — Небо со мной
- 1977 — Хождение по мукам
- 1980 — Желаю успеха
- 1981 — Любовь моя вечная
- 1982 —
  - Нам здесь жить
  - Никколо Паганини
- 1983 — Гори гори ясно...
- 1985 —
  - Набат на рассвете
  - Через все годы